# فرد كاري
فرد كاري (بالإنجليزية: Fred Curry)‏ هو مصارع محترف أمريكي، ولد في 12 يونيو 1943.

## روابط خارجية
- فرد كاري على موقع CageMatch worker (الإنجليزية)